# 검둥오리
검둥오리(학명: Melanitta americana)는 기러기목 오리과에 속하는 물새이다. 몸길이는 약 43-54cm로, 북유럽·아시아의 냉대 기후 지역에 분포하며 모로코 등지에도 드물지만 분포한다. 이름대로 전신의 깃털이 검은빛이며 넓적한 부리는 회색이다. 한국, 중국, 일본 등지에서 겨울을 난다.

## 같이 보기
- 흰뺨검둥오리